# Henning Dahl-Mikkelsen
Henning Dahl Mikkelsen, også kendt under signaturen Mik (født 9. januar 1915 i Skive, død 4. juni 1982 i Californien) var en dansk tegneserietegner og -forfatter, bedst kendt for skabelsen af pantomime-tegneserien Ferd'nand, men han har bl.a. også som 17-årig tegnede Bang & Olufsen's logo, og tegnet serien De gamle guder om den nordisk mytologi, med tekst af Harald H. Lund. Da Ferd'nand fra 1937 ikke havde nogen dialog eller billedtekst, blev den hurtigt udbredt internationalt. Den er den længst levende og mest sælgende danske tegneserie. Efter 2. verdenskrig rejste han til Amerika, hvor han blev statsborger i 1954. I 1970 overgav han tegneserien til Al Plastino, og i 1989 overtog Henrik Rehr den.